# Nysa (Polen)
Nysa (Duits: Neisse) is een stad in het Poolse woiwodschap Opole, gelegen in de powiat Nyski. De oppervlakte bedraagt 27,5 km², het inwonertal 47.793 (2005). Voor 1945 was de stad bekend als Neisse in de Duitse provincie Opper-Silezië.

## Geschiedenis
In 1223 werd een stad door bisschop Lorenz van Breslau gesticht naar Vlaams recht. De burgers kwamen uit het noorden van Duitsland en de Nederlanden. Sindsdien deelden de hertogen van Breslau het gezag met de bisschoppen en vervolgens verzelfstandigde zich na een eeuw strijd een ‘territorium nisense’ onder een vorst-bisschop. In 1344 maakte dat zich los van het Poolse koningschap en stelde het zich onder van de koning van Bohemen, als leenheer. Hussietenlegers verwoestten op hun strooptochten ook het bisdom. Maar in 1526 normaliseerden zich de verhoudingen onder het huis Habsburg, toen dat de kroon van Bohemen verwierf. De stad telde in die tijd 5.000 inwoners en was en bleef een religieus rooms-katholiek centrum van waaruit de lutherse reformatie, die overal in Silezië terrein won werd bestreden. Een groot aantal kerken, kloosters en scholen concentreerde zich hier en de Jezuïtenorde kreeg een coördineerde rol toebedeeld waarin zij het openbaar bestuur kon gaan bepalen. Zij bezorgden Neisse de naam van ‘het Silezische Rome’. 
Pas een eeuw later, in 1622, gingen de Habsburgers ertoe over om de Contra-reformatie dwingend in te voeren. De stad kreeg te lijden van de Dertigjarige Oorlog en werd daarna met moderne vestigwerken omgeven. Nog in 1729 bouwde vorst-bisschop Franz Ludwig von der Pfalz een nieuw bisschoppelijk paleis, maar de bisschoppen moesten zich na 1742 gaan verhouden met de Pruisische koning, toen deze Silezië had veroverd en bij de vrede kon inlijven. Hun macht macht werd grotendeels beperkt tot religieuze zaken en het openbaar bestuur werd ondergebracht in het Pruisisch systeem van provincies en districten. Een Pruisisch garnizoen werd in de stad gelegerd. Een Napoleontische bezetting werd in 1807 gedwongen de stad te verlaten en dat was een zeldzaam hoewel tijdelijk Pruisisch succes. 
In 1809 werd het bisdom Neisse ondergebracht in het bisdom Breslau. Toen telde de stad 7.000 inwoners. Daarna kwamen textielindustrie en machinebouw tot ontwikkeling en sinds 1848 zorgden spoorwegverbindingen voor aansluiting op het bovenregionale verkeer. Aan het eind van de eeuw woonden 25.000 mensen in Neisse. 
In cultureel opzicht zou een nieuw ‘Stadttheater’, nu ‘Dom Kultury’, met zijn vernieuwende programma’s van belang worden voor de verre omgeving. De bevolking nam toe, mede door de vestiging van immigranten uit het, in 1921, Pools geworden deel van Opper-Silezië.
Eind maart 1945 werd de stad ingenomen door Sovjet-leger, zonder strijd want ondanks het uitroepen van de vestingstatus, gaven de Wehrmacht-commandanten haar over. Zij kregen daarvoor de doodstraf die echter niet meer voltrokken kon worden. Pas deze overgave werd de stad leeggeroofd en grotendeels verwoest. Alleen de meeste kerken en grotere gebouwen zouden later weer opgebouwd worden. Poolse autoriteiten namen het gezag over. De stad heette sindsdien ‘Nysa’. 
Eind 1945 woonden nog bijna 9.000 niet gevluchte inwoners in de stad samen met 5.000 nieuw gekomen Poolse bewoners. De Duitstalige katholieken konden ook de Poolse nationaliteit aanvragen maar zij zagen daarvan af en werden gedeporteerd (zie Verdrijving van Duitsers na de Tweede Wereldoorlog. Tot 1990 groeide de stad, mede na uitbreiding met dorpen in de omgeving tot 50.000 inwoners uit 1990. Daarna trad stagnatie op.

## Verkeer en vervoer
- Station Nysa

## Economie
Nysa is een economisch bedrijf in het zuidwesten van de provincie Opole, actief in de industrie, handel en dienstverlening. De stad heeft een subzone van de speciale economische zone Wałbrzych "INVEST-PARK", waar zowel binnenlandse als onafhankelijke investeerders samenkomen.
In 2023 werd een van de industriële installaties samengevoegd: fabrieken voor kathodematerialen voor batterijen voor elektrische voertuigen, gevestigd door de gebruiker IONWAY, een joint venture van Umicore en PowerCo (Volkswagen Group). De waarde van de investering wordt geschat op ongeveer 8 miljard PLN en er werken ongeveer 900 mensen mee.
De economische ontwikkeling van de stad heeft invloed op de lokale arbeidsmarkt. Volgens gegevens van het arbeidsbureau van Nysa bedroeg het percentage in het district Nysa eind oktober 2024 6,9%, wat een indicatie is van de jarenlange operationele bekendheid. 

## Geboren in Neisse-Nysa
- Martin Helwig (1516–1574), de eerste cartograaf van Silezië
- Kaspar von Logau (1524–1574), vorst-bisschop van Breslau
- Johannes Ferinarius (Wildpräter) (1534–1602), calvinistisch theoloog, hoogleraar in Marburg
- Johann Georg Carl von Hannig (1709–1784), veldmaarschalk in het Habsburgs-Oostenrijkse leger
- August Wilhelm von Neumann-Cosel (1786–1865), generaal in het Pruisische leger
- Rudolf von Krosigk (1817–1874), generaal in het Pruisische leger
- Maria Merkert (1817–1872), mede-stichtster van de congregatie van de Zusters van de Heilige Elisabeth, heilig verklaard in 2007
- David August Rosenthal (1821–1875), arts in de armenzorg van Breslau, bekeerde zich als jood tot het katholicisme
- Emanuel Oskar Deutsch (1831–1872), oriëntalist, vertaler van het Hebreeuws en Chaldeeuws naar het Duits en het Engels
- Günther von Pannewitz (1857–1936), generaal in het Duits-keizerlijke leger
- Thaddäus von Jarotzky (1858–1936), generaal in het Duits-keizerlijke leger
- Otto Feige (1882–1951), admiraal van de Kriegsmarine
- Max Herrmann-Neiße (1886–1941), expressionistisch dichter en essayist, vluchtte in 1933 naar Engeland
- Franz Jung (1888–1963), expressionistisch schrijver en communist spartakist, overleefde in nazi-concentratiekampen
- Walter Schramm (1895–1966), theaterregisseur en DEFA filmer in de DDR
- Bernhard Grzimek (1909–1987), zoöloog en publicist
- Konrad Bloch (1912–2000), Nobelprijswinnaar biochemie (1964), vluchtte in 1934 naar Amerika